# Zoophthorus pinifoliae
Zoophthorus pinifoliae är en stekelart som först beskrevs av Joseph Augustine Cushman 1933.  Zoophthorus pinifoliae ingår i släktet Zoophthorus och familjen brokparasitsteklar. Inga underarter finns listade i Catalogue of Life.